# Seira Kagami
Seira Kagami (japanisch 加賀美 セイラ, Kagami Seira, * 13. Juni 1987) ist ein japanisches Model und eine Sängerin, die hauptsächlich durch ihre Vor- und Abspanntitel in verschiedenen Animes bekannt wurde.

## Karriere
Sie wurde als Tochter eines Kanadiers und einer Japanerin geboren und hatte im Alter von 12 Jahren ihr Debüt als Model. Sie war dabei für die Agentur J-PHONE tätig. Ihre schulische Ausbildung schloss sie an der University of Toronto ab und nahm anschließend wieder ihre Aktivitäten als Model und Sängerin auf.
Am 10. Oktober 2007 startete sie mit ihrer ersten Single ihre Gesangskarriere. Seitdem veröffentlichte sie mehrere Singles. Zu diesen gehören Summer Day&Night/Star Sand und First Sight. Später veröffentlichte sie das Album IdeAnimation, welches die vorherigen Singles aufgriff.
Mehrere ihrer Titel wurden für Animes im Vor- und Abspann verwendet. So etwa der Titel Hikari of solitude aus ihrer ersten Single im Abspann des Anime Majin Tantei Nōgami Neuro. Aus ihrer zweiten Single wurden beide Titel roundabout und colorfull hearts in den Anime Noramimi und Cosplay Yūrei Guren Omina (コスプレ幽霊紅蓮女) als Abspann verwendet. Aus der Single First Sight stammt der gleichnamige Titel, der in Chaos;Head als Abspann verwendet wurde.
Aus ihrem Album wurde der Titel Never für den Vorspann der ausgezeichneten Anime-Serie Kaiba verwendet, deren Abspann Carry me away ebenfalls von ihr gesungen wurde.

## Diskografie

### Alben
- 2009: Celebration

### Singles
- 2007: Kaleidoscope / Hikari of solitude (カレイドスコープ／孤独のヒカリ)
- 2008: roundabout / colorfull hearts (roundabout／心にカラフル)
- 2008: Summer Day & Night / Star Sand
- 2008: First Sight
- 2009: IdeAnimation